# Federico Giunti
Federico Giunti (* 6. August 1971 in Perugia) ist ein ehemaliger italienischer Fußballspieler und heutiger -trainer. Er spielte zuletzt im Mittelfeld bei Chievo Verona in der italienischen Serie B und galt als Freistoß-Spezialist.

## Karriere

### Als Spieler
Federico Giunti gab sein Profidebüt bei der AC Perugia, mit der er innerhalb von drei Jahren von der Serie C1 in die Serie A aufstieg. In dieser Zeit absolvierte er, beim 2:1 im Freundschaftsspiel gegen Bosnien-Herzegowina am 6. November 1996, auch das einzige Länderspiel seiner Karriere.
Nach einer Spielzeit bei der AC Parma wechselte Giunti 1999 zur AC Mailand, für die er 2001 sein einziges Tor beim 6:0-Derbysieg gegen Inter erzielte. Von Milan wechselte Federico Giunti zu Brescia  Calcio, wo er in der Saison 2001/02 unter Vertrag stand.
Im Sommer 2002 wechselte Giunti zum türkischen Klub Beşiktaş Istanbul. Dort gewann er unter Trainer Mircea Lucescu in der Saison 2002/03 die Türkische Meisterschaft. Die Saison 2004/05 verbrachte Federico Giunti dann wieder in der Heimat beim FC Bologna.
Von 2005 bis 2008 stand er bei Chievo Verona unter Vertrag, mit der er in der Saison 2006/07 in die Serie B abstieg. 2008 spielte er noch für den FC Treviso.

### Als Trainer
Giunti begann seine Trainerkarriere in der Jugend von Perugia Calcio. Nach seinem Wechsel in die Jugend von Foligno Calcio wurde er kurze Zeit später Cheftrainer von Foligno. Nach zwei unterklassigen Stationen bei der AS Castel Rigone und der ASD Gualdo Casacastalda folgte eine erneute, kurze Station bei Foligno Calcio. Von 2016 bis 2017 war er Trainer der SS Maceratese. Zur Saison 2017/18 wurde er Trainer der Zweitligisten AC Perugia Calcio, wurde jedoch nach kurzer zeit wieder entlassen.

## Erfolge
- Italienische Meisterschaft: 1998/99 (mit der AC Mailand)
- Türkische Meisterschaft: 2002/03 (mit Beşiktaş Istanbul)